# Alaskit
Alaskit – kwaśna skała plutoniczna zbudowana ze skaleni alkalicznych, kwarcu i znikomych ilości składników ciemnych; są to skały samodzielnych masywów, pni i małych intruzji; dzielą się na bezalbitowe kalialaskity lub ortoalaskity oraz właściwe (ze skalenia potasowego i albitu). Tworzy brzeżne partie masywów granitowych, czasem samodzielne drobne intruzje. Pospolity, w Polsce występuje w Tatrach Zachodnich (m.in. na Giewoncie i Twardym Grzbiecie).